# Бурханова, Сафия Каимовна
Сафия Бурханова ― узбекская легкоатлетка-паралимпиец. Чемпионка Паралимпийских игр 2020 в Токио, серебряный призёр Паралимпиады в Рио-де-Жанейро 2016 года, чемпионка Азии 2014 года. Соревнуется в толкании ядра.

## Биография и спортивная карьера
Родилась 1 декабря 1989 года в Узбекистане.
Сафия Бурханова заняла третье место на чемпионате Азии по легкой атлетике среди юниоров 2008 года. Она впервые бросила ядро на семнадцать метров в 2009 году, выиграв национальный титул Узбекистана. Этот успех позволил ей участвовать на Азиатских играх 2010 года, где она заняла седьмое место в финале.
В следующем году Сафия заняла четвертое место на чемпионате Азии по легкой атлетике 2011 года.
На Гран-при Азии 2012 года она одержала три победы подряд. Установила свой личный рекорд — 17,44 метров на соревнованиях в Алматы в том же году.
На чемпионате Азии по легкой атлетике 2013 года заняла пятое место в толкании ядра.
Сафия Бурханова выиграла свой первый континентальный титул на чемпионате Азии по легкой атлетике в помещении 2014 года, где ее бросок на 16,80 метров хватило для победы.
На Паралимпиаде 2016 года в Рио-де-Жанейро Сафия выиграла серебряную медаль в толкании ядра (F12).
Через четыре года, на Паралимпийских играх 2020 в Токио Сафия Бурханова завоевала золотую медаль. В этом же году президент Узбекистана Шавкат Мирзиёев присвоил Сафии почетное звание «Узбекистон ифтихори» («Гордость Узбекистана»).
В 2024 году указом президента Узбекистана Шавката Мирзиёева награждена орденом «Мехнат шухрати».